# Бондурант (Вајоминг)
Бондурант (енгл. Bondurant) насељено је место без административног статуса у америчкој савезној држави Вајоминг.

## Демографија
По попису из 2010. године број становника је 93, што је 62 (-40,0%) становника мање него 2000. године.
| Група             | 2000.       | 2010.       |
| Белци             | 148 (95,5%) | 93 (100,0%) |
| Афроамериканци    | 0 (0,0%)    | 0 (0,0%)    |
| Азијати           | 0 (0,0%)    | 0 (0,0%)    |
| Хиспаноамериканци | 7 (4,5%)    | 0 (0,0%)    |
| Укупно            | 155         | 93          |